# フリッツ・シルゲン
フリッツ・シルゲン（Fritz Schilgen, 1906年9月8日 - 2005年9月12日）はドイツの陸上選手、電気技師。1936年のベルリンオリンピックで初めて行われた聖火リレーで、最終ランナーを務めた。

## 生涯
フリッツ・シルゲンは1906年9月8日、ドイツ帝国クロンベルク・イム・タウヌスで、高校校長の次男として生まれる。ドイツ帝国が崩壊した第一次世界大戦後に中距離および長距離の陸上選手としてのキャリアを開始する一方、ダルムシュタット工科大学で電気工学を修めてエンジニアとしても働き、エンジニアとしては現役を退くまでに35もの特許を取得した。陸上選手としてのシルゲンは、大学時代の1928年に世界大学大会の1600メートルリレー走に出場して銀メダルを獲得したほか、ダルムシュタットのスポーツクラブ「ASCダルムシュタット」の所属選手としても1500メートル競走部門で1929年、1931年および1933年のドイツ選手権で3位入賞を果たしている。ベルリンに移ったあとの1935年のドイツ選手権でも5000メートル競走で4位入賞。これらはいずれも、シルゲン自身が設計に関わった電気通信システムが導入された競技場でマークされたものであった。
1936年3月21日、シルゲンはウルスラ・ゲルラッハと結婚し、ワルター、レギーネ、シビル、ミヒャエルおよびホルストと5人の子どもをもうけた。やがてシルゲンは、ランニングスタイルが特に優雅であるとされ「若きドイツのスポーツ選手の象徴」として、ベルリンオリンピックで初めて行われる聖火リレーの走者3,187名のうちの一人として選ばれた。聖火リレーの最終ランナーとして劇的な照明を背景に聖火台に向かってひた走るシルゲンの姿は、レニ・リーフェンシュタールのベルリンオリンピック記録映画『民族の祭典』において鮮明に記録されている。シルゲン自身は、選手としてはベルリンを含めてオリンピックに出場した経験はないものの初代の最終聖火ランナーであることから、特に第二次世界大戦後においてオリンピックと深くかかわることとなった。
ベルリンオリンピック前からテレフンケンに技師として入社していたシルゲンは、社内のスポーツ活動のコーチを務めていた。1945年4月のベルリン攻防戦にも巻き込まれたが、最後の脱出組の一人として生き残った。大戦後はウルムにおいて技師としての仕事を続ける傍らで西ドイツのいくつかの陸上競技連盟の顧問を務め、ドイツオリンピック委員会のコンサルタントとしても活動し、1972年のミュンヘンオリンピックの実現に尽力。1996年のアトランタオリンピック時には、シルゲンは90歳になろうとしていたものの聖火ランナーとして起用された。アトランタオリンピックは近代オリンピック開催100周年記念大会でもあり、シルゲンはその記念行事の一つでベルリン・オリンピアシュタディオンの聖火台に再び聖火を灯す栄誉を得た。2005年9月12日、その4日前に99歳の誕生日を迎えていたシルゲンは、故郷クロンベルク・イム・タウヌスで亡くなった。